# Partido Trabalhista Socialista da América
O Partido Trabalhista Socialista da América é o primeiro partido político socialista nos Estados Unidos, fundado em 1876.
Originalmente conhecido como o Partido dos Trabalhadores dos Estados Unidos, o partido mudou seu nome em 1877 para Partido Trabalhista Socialista. Em 1890, o partido ficou sob a influência de Daniel De Leon, que usou seu papel como editor do The Weekly People, publicação oficial do partido, para expandir a popularidade do partido além de incluir membros de língua alemã. Apesar de suas realizações, De Leon era uma figura polarizadora entre os membros do SLP. Em 1899, seus oponentes deixaram o SLP e se fundiram com o Partido Social Democrata da América para formar o Partido Socialista da América.
Após sua morte em 1914, De Leon foi seguido como secretário nacional por Arnold Petersen. Crítico tanto da União Soviética quanto do reformismo do Partido Socialista da América, o SLP tornou-se cada vez mais isolado da maioria da esquerda americana. Seu apoio aumentou no final da década de 1940, mas diminuiu novamente na década de 1950, quando Eric Hass se tornou influente no partido. O SLP experimentou outro aumento de apoio no final da década de 1960, mas novamente declinou com o partido nomeando um candidato à presidência pela última vez em 1976. Em 2008, o partido fechou seu escritório nacional e o jornal do partido The People cessou as publicações em 2011. 
O partido defende o "sindicalismo industrial socialista", a crença em uma transformação fundamental da sociedade através da ação política e industrial combinada da classe trabalhadora organizada em sindicatos industriais.
1. ↑  «Art. I da Constitution of the Socialist Labor Party of America». Socialist Labour Party. Estatuto do SLP. 7 de julho de 1904. Consultado em 9 de julho de 2022
2. ↑  «SLP Statements and Leaflets, socialist history, socialist unionism, socialist labor party, socialist industrial unionism, De Leon, Daniel DeLeon». www.slp.org. Consultado em 9 de julho de 2022
3. ↑  Party, Socialist Labor. «Who Was Daniel De Leon?». www.slp.org. Consultado em 9 de julho de 2022
4. ↑  «National Platform of Socialist Labor Party of America». www.slp.org. Consultado em 9 de julho de 2022
5. ↑  Boettcher, Ken. «Facts About the Socialist Labor Party of America». www.slp.org. Consultado em 9 de julho de 2022
6. ↑  Boettcher, Ken. «What Is Socialism?». www.slp.org. Consultado em 9 de julho de 2022